# Сергина (Иркутская область)
Сергина — деревня в Тайшетском районе Иркутской области России. Входит в состав Шелеховского муниципального образования. Находится примерно в 33 км к юго-западу от районного центра.

## Население
По данным Всероссийской переписи, в 2010 году в деревне проживало 610 человек (106 мужчин и 504 женщины).